# کوه بریک
کوه بریک (روسی: Брык) یک کوه در سرزنین استاوروپول کشور روسیه است.